# Ismael Cruz Córdova
Ismael Enrique Cruz Córdova (Aguas Buenas, 7 de abril de 1987) é um ator de televisão, teatro e cinema porto-riquenho que ganhou atenção nacional interpretando Mando na Sesame Street. Cruz também teve um papel na série original da Showtime Ray Donovan, e na terceira temporada de Berlin Station, como Rafael Torres, um agente da SOG. Ele interpreta Arondir na série de TV O Senhor dos Anéis: Os Anéis do Poder, que estreou em setembro de 2022 na Amazon Prime.

## Filmografia

### Filme
| † | Indica filmes que ainda não foram lançados |

| Título                          | Ano       | Papel           | Notas       |
| ------------------------------- | --------- | --------------- | ----------- |
| Stray Bullet                    | 2003      | Gatillo         |             |
| White Alligator                 | 2012      | Alejandro       |             |
| La Edwin                        | 2012      | Johnny          | Filme curto |
| Chaser                          | 2013      | Ian             | Filme curto |
| La Loteria                      | 2014      | Augusto         | Filme curto |
| In the Blood                    | 2014      | Manny           |             |
| The Golden Record               | 2014      | Eli             | Filme curto |
| Simple Little Lives             | 2015      | Henry           |             |
| Exposed                         | 2016      | Jose De La Cruz |             |
| The Pastor                      | 2016      | Netto           |             |
| Billy Lynn's Long Halftime Walk | 2016      | Holliday        |             |
| Mary Queen of Scots             | 2018      | David Rizzio    |             |
| Miss Bala                       | 2019      | Lino Esparza    |             |
| Settlers                        | 2021      | Jerry           |             |
| Finestkind †                    | A definir | Costa           |             |

### Televisão
| Título                                    | Ano     | Papel          | Notas                                       |
| ----------------------------------------- | ------- | -------------- | ------------------------------------------- |
| El Cuerpo del Delito                      | 2005    | Manny          | Filme de televisão                          |
| The Good Wife                             | 2011    | Jimmy Patrick  | 5 episódios                                 |
| Little Children, Big Challenges           | 2012–13 | Mando          | 2 episódios                                 |
| Sesame Street                             | 2013–14 | Mando          | 12 episódios                                |
| Ray Donovan                               | 2016    | Hector Campos  | papel recorrente, temporada 4; 10 episódios |
| Divorce                                   | 2016    | Clerk          | Episódio: "Mediation"                       |
| Citizen                                   | 2016    | Chris Martinez | 1 episódio                                  |
| The Catch                                 | 2017    | The Hammer     | 3 episódios                                 |
| Berlin Station                            | 2018    | Rafael Torres  | papel principal, temporada 3                |
| The Mandalorian                           | 2019    | Qin            | Episódio: " Chapter 6: The Prisoner "       |
| The Undoing                               | 2020    | Fernando Alves | 4 episódios                                 |
| The Lord of the Rings: The Rings of Power | 2022    | Arondir        | série de TV                                 |